# Direcció – Socialdemocràcia
Direcció – Socialdemocràcia, en eslovac Smer-Sociálna Demokracia (SMER-SD), és un partit polític socialdemòcrata d'Eslovàquia. Fundat inicialment al 1999 com a Direcció (Smer) amb una orientació de Tercera Vía per Robert Fico, al 2005 va absorbir el Partit de l'Esquerra Democràtica (SDL) i l'Alternativa Socialdemòcrata, modificant tant el nom com l'alineació política cap al centreesquerra. Des de la seva creació, ha estat un dels principals partits polítics del país, liderant diversos governs.

## Ideologia
És un partit de centreesquerra, que pertany al Partit Socialista Europeu. Entre el 12 d'octubre de 2006 i el 14 de febrer de 2008 es va trobar suspès com a membre d'aquesta formació europea, per haver constituït un govern de coalició amb l'ultranacionalista Partit Nacional Eslovac.

## Història

### Antecedents
Després de les eleccions legislatives eslovaques de 1998, el Partit de l'Esquerra Democràtica (SDL) va formar part d'un ampli govern de coalició pro-mercat i pro-europea encapçalat per Mikuláš Dzurinda de la Coalició Democràtica Eslovaca (SDK) amb SDL, l'Aliança Hongaresa (SMK) i el Partit de l'Entesa Cívica (SOP) canviant la direcció del partit, i les tensions internes sobre la ideologia del partit van provocar l'escissió de Robert Fico.

### Smer
El partit fou fundat inicialment al 1999 com a Direcció (Smer) amb una orientació de Tercera Vía per Robert Fico després d'abandonar el postcomunista Partit de l'Esquerra Democràtica (SDL). El gener de 2003 va canviar el seu nom formal a Direcció (Tercera Via) (en eslovac: Smer (tretia cesta)) i el Partit de l'Entesa Cívica es va fusionar amb el partit. En 2005 el partit va absorbir el Partit de l'Esquerra Democràtica (SDL) i l'Alternativa Socialdemòcrata, modificant tant el nom com l'alineació política cap al centreesquerra.

### Direcció – Socialdemocràcia
Robert Fico va liderar la victòria del seu partit a les eleccions legislatives eslovaques de 2006 després d'una campanya centrada a revertir les reformes d'austeritat profundament impopulars dins dels sectors de la salut i l'educació impulsades pels llavors ministres Rudolf Zajac i Martin Fronc del Moviment Democràtic Cristià. Fico va formar un govern de coalició amb el Partit Popular (HZDS) de Vladimír Mečiar i el Partit Nacional Eslovac (SNS) de Ján Slota.
A les eleccions legislatives eslovaques de 2010, el partit obtingué un 34,79% dels sufragis, tanmateix el SNS va obtenir mals resultats i el HZDS es va convertir en extraparlamentari. Després que Fico demostrés ser incapaç de formar govern, el president Ivan Gašparovič li demanà a Iveta Radičová, com a líder del partit més gran de l'oposició, que formés govern, el 23 de juny del 2010. Radičová va assumir el càrrec de primera ministra, sent la primera dona a Eslovàquia a assolir aquest càrrec, el 8 de juny de 2010, liderant un govern de coalició de centredreta formada pels liberals Llibertat i Solidaritat (SaS), el Moviment Democràtic Cristià (KDH), el partit dels hongaresos Most-Híd i el mateix Unió Democràtica i Cristiana Eslovaca – Partit Democràtic (SKDÚ-DS) amb una majoria al parlament, amb 79 escons de 150. El govern perdé la confiança del parlament l'11 d'octubre de 2011 a causa de desavinences entre els partits de la coalició governamental per l'ampliació del Fons Europeu d'Estabilitat Financera, fet que portà a la celebració d'eleccions anticipades el 10 de març de 2012.

### Primers governs de Robert Fico
SMER-SD guanyà les Eleccions legislatives eslovaques de 2012 amb majoria absoluta i Robert Fico va tornar a convertir-se en primer ministre enmig d'un important escàndol de corrupció que va implicar polítics locals de centredreta.
El 2013, Fico va declarar oficialment la seva candidatura a les eleccions presidencials de 2014, que va perdre contra el seu rival polític Andrej Kiska en la segona ronda de votació el 29 de març.
El 17 de març de 2016, després de les eleccions legislatives eslovaques de 2016, en les què SMER-SD del primer ministre Fico perdé la majoria absoluta, aquest presentà al president Kiska un govern de coalició amb el Partit Nacional Eslovac (SNS), Most-Híd i Sieť, que disposava de 85 dels 150 escons. El 15 de març de 2018, arran de la crisi política després de l'assassinat del periodista Ján Kuciak quan estava treballant en una història que vinculava la corrupció política d'alt nivell a Eslovàquia amb la màfia italiana, Robert Fico va presentar la seva renúncia al president Andrej Kiska, qui llavors formalment va encarregar al viceprimer ministre Peter Pellegrini la formació d'un nou govern, mantenint la coalició de SMER-SD, SNS i Most-Híd.

### A l'oposició
A les eleccions legislatives eslovaques de 2020, SNS i Most-Híd, aliats de govern de Pellegrini, van perdre tota la seva representació. i SMER-SD va passar a l'oposició després que Igor Matovič aconseguís formar un govern d'OĽaNO, Llibertat i Solidaritat, Som Família i Per a la Gent. El 15 de desembre de 2022 el govern va perdre una moció de censura, obligant a modificar la Constitució per permetre celebrar eleccions anticipades, les primeres al país des de 2012.

### Retorn al govern de Fico i presidència de Pellegrini
A les eleccions legislatives eslovaques de 2023, com cap partit o aliança va arribar als 76 escons necessaris per a la majoria, es va formar un govern de coalició de Direcció – Socialdemocràcia (Smer-SD), Veu – Socialdemocràcia (HLAS-SD) i el Partit Nacional Eslovac (SNS) amb Robert Fico com a primer ministre, investit el 25 d'octubre de 2023.
El gener de 2024 Peter Pellegrini, amb el suport de SMER-SD i HLAS-SD es va presentar a les eleccions presidencials eslovaques de 2024. A la primera volta, va acabar segon, només per darrere d'Ivan Korcok. Tanmateix, va derrotar Korcok a la segona volta, que es va celebrar el 6 d'abril de 2024, on va obtenir un 53% dels vots.

## Resultats electorals

### Consell Nacional
| Any  | Lider            | Vots      | %     | Pos. | Escons   | +/– | Govern             |
| ---- | ---------------- | --------- | ----- | ---- | -------- | --- | ------------------ |
| 2002 | Robert Fico      | 387,100   | 13.5% | 3r   | 25 / 150 | Nou | Oposició           |
| 2006 | Robert Fico      | 671,185   | 29.1% | 1r   | 50 / 150 | 25  | Coalició           |
| 2010 | Robert Fico      | 880,111   | 34.8% | 1r   | 62 / 150 | 12  | Oposició           |
| 2012 | Robert Fico      | 1,134,280 | 44.4% | 1r   | 83 / 150 | 21  | Majoria            |
| 2016 | Robert Fico      | 737,481   | 28.3% | 1r   | 49 / 150 | 34  | Coalició (2016)    |
| 2016 | Robert Fico      | 737,481   | 28.3% | 1r   | 49 / 150 | 34  | Coalició (2016–20) |
| 2020 | Peter Pellegrini | 527,172   | 18.3% | 2n   | 38 / 150 | 11  | Oposició           |
| 2023 | Robert Fico      | 681,017   | 23%   | 1r   | 42 / 150 | 4   | Coalició           |

### President
| Any  | Candidat                  | 1a volta | 1a volta    | 1a volta | 2a volta  | 2a volta    | 2a volta |
| Any  | Candidat                  | Vots     | %           | Pos.     | Vots      | %           | Posició  |
| ---- | ------------------------- | -------- | ----------- | -------- | --------- | ----------- | -------- |
| 2004 | Suport a Ivan Gašparovič  | 442,564  | 22,3 / 100  | 2n       | 1,079,592 | 59,9 / 100  | Victòria |
| 2009 | Suport a Ivan Gašparovič  | 876,061  | 46,7 / 100  | 1r       | 1,234,787 | 55,5 / 100  | Victòria |
| 2014 | Robert Fico               | 531,919  | 28 / 100    | 1r       | 893,841   | 40,6 / 100  | Derrota  |
| 2019 | Suport a Maroš Šefčovič   | 400,379  | 18,7 / 100  | 2n       | 752,403   | 41,6 / 100  | Derrota  |
| 2024 | Suport a Peter Pellegrini | 834.718  | 37,03 / 100 | 2n       | 1.409.255 | 53,12 / 100 | Victòria |

### Parlament Europeu
| Any  | Lider          | Vots    | %     | Pos. | Escons | +/– | Grup |
| ---- | -------------- | ------- | ----- | ---- | ------ | --- | ---- |
| 2004 | Monika Beňová  | 118,535 | 16.9  | 3r   | 3 / 14 |     | S&D  |
| 2009 | Boris Zala     | 264,722 | 32    | 1r   | 5 / 13 | 2   | S&D  |
| 2014 | Maroš Šefčovič | 135,089 | 24.1  | 1r   | 4 / 13 | 1   | S&D  |
| 2019 | Monika Beňová  | 154,996 | 15.7  | 2n   | 3 / 14 | 1   | S&D  |
| 2024 | Monika Beňová  | 365,794 | 24.77 | 2n   | 5 / 15 | 2   | NI   |